# Zach Line
Zachary Line (Oxford, 26 maggio 1990) è un ex giocatore di football americano statunitense che ha militato nel ruolo di fullback nella National Football League (NFL). Non selezionato nell'ambito del Draft NFL 2012, fu in seguito ingaggiato dai Minnesota Vikings come undrafted free agent. Al college ha giocato a football presso la Southern Methodist University.

## Carriera universitaria
Dopo aver frequentato la Oxford High School nella sua città natale, Line decise di giocare per i Mustangs della Southern Methodist University, presso i quali nel primo anno da freshman giocò tutti e 13 gli incontri in calendario, partendo 6 volte da titolare, e mise a segno 7 touchdown correndo per 189 yard e ricevendone altre 68 per 10 ricezioni. L'anno seguente come sophomore prese parte a tutti e 14 gli incontri partendo 12 volte come titolare correndo per ben 1494 yard, risultato che rappresenta, relativamente alle yard corse in una singola stagione, il secondo miglior risultato di sempre nella storia dei Mustangs e che pose Line dietro un mostro sacro nella storia del football come Eric Dickerson. Line inoltre mise a segno 10 touchdown, fece segnare una media di 6,1 yard a portata, ricevette altri 17 passaggi al di fuori del backfield per un totale di 163 yard e a fine anno fu inserito nel First Team Conference USA.
Nel 2011 disputò 10 gare su 13, saltando le ultime 3 gare della stagione a causa di un infortunio al piede, ma continuò a guidare la Conference USA (classificandosi 7º a livello nazionale) con 122,4 yard in media a gara e 5,88 yard in media a portata. Inoltre corse in 8 occasioni per più di 100 yard e a fine anno fu nuovamente inserito nel First Team Conference USA oltre che per la prima volta uno dei 10 semifinalisti del Doak Walker Award. Nel suo ultimo anno con Mustangs, Line corse per altre 1278 yard mettendo a segno 13 touchdown e chiudendo così la sua carriera universitaria con un totale di 4185 yard corse e 47 touchdown messi a segno.

## Carriera professionistica

### Minnesota Vikings
Dopo non essere stato selezionato al Draft NFL 2013, Line firmò con i Vikings in qualità di free agent negli ultimi giorni di aprile e il 31 agosto dopo aver convinto in preseason il coaching staff, grazie anche ad un touchdown messo a segno con una corsa da 61 yard su passaggio del quarterback Matt Cassel nel primo incontro di preseason contro gli Houston Texans, riuscì a strappare un posto nel roster.

## Vittorie e premi
Nessuno